# Máquina de registro
En lógica matemática y en ciencias de la computación teórica, una máquina de registro es una clase genérica de máquinas abstractas usadas en una manera similar a una máquina de Turing. Todos los modelos son Turing equivalente.

## Descripción general
La máquina de registro toma su nombre por sus uno o más "registros" -- en lugar de la cinta y el cabezal de una máquina de Turing (o cintas y cabezales) el modelo usa múltiples registros con dirección única, cada uno de los cuales mantiene un simple número entero positivo.
Hay por lo menos 4 subclases encontradas en la literatura, aquí son enumeradas desde la más primitiva a la más avanzada como computadora:
- Máquina contadora -- El más primitivo y más reducido modelo. Carece de direccionamiento indirecto. Las instrucciones están en la máquina de estado finito en la manera de la arquitectura Harvard.
- Máquina de puntero -- Una mezcla de la máquina contadora y los modelos de máquina de acceso aleatorio. Menos común y más abstracta que cualquiera de estos modelos. Las instrucciones están en la máquina de estado finito de la manera de la arquitectura Harvard.
- Máquina de acceso aleatorio (RAM) -- Una máquina contadora con direccionamiento indirecto y, usualmente, un conjunto de instrucciones aumentado. Las instrucciones están en la máquina de estado finito a la manera de la arquitectura Harvard.
- Máquina de acceso aleatorio con programa almacenado (RASP) -- Una máquina de acceso aleatorio con instrucciones en sus registros análogos a la máquina universal de Turing; así que es un ejemplo de la arquitectura de von Neumann. Pero a diferencia de una computadora, el modelo idealizado con efectivamente infinitos registros (y si es usada, efectivamente infinitos registros especiales tales como el acumulador). A diferencia de una computadora o aún de un procesador RISC, el conjunto de instrucciones es muy reducido en el número de instrucciones.

Cualquier modelo de máquina con registro propiamente definido es Turing equivalente. La velocidad de cómputo es muy dependiente en las especificaciones del modelo.
En ciencias de la computación práctica, un concepto similar conocido como máquina virtual es a veces usado para minimizar las dependencias en las arquitecturas de las máquinas subyacentes. Tales máquinas también son usadas para enseñar. En libros de textos, el término "máquina de registro" es usado a veces para referirse a una máquina virtual.